# Der Magier (Heftromanreihe)
Der Magier – aus Dan Shocker’s Gruselkabinett war eine von 1982 bis 1983 im Zauberkreis-Verlag erscheinende Horror-Heftromanreihe.
Die Konzeption stammte von Werner K. Giesa, der auch Hauptautor der Reihe war. Weitere Autoren waren Kurt Luif, Rolf Michael, Uwe Anton und Uwe Voehl. Redaktionell wurde die Reihe von Jürgen Grasmück betreut, bekannt unter dem Pseudonym Dan Shocker. Wegen des Untertitels „aus Dan Shocker’s Gruselkabinett“ nahmen die Leser an, dass Grasmück der Autor der Hefte hinter dem Pseudonym Erik van X sei. Als Grasmück bekanntgab, nicht der Autor zu sein, fielen die Verkaufszahlen.
Die Idee der Reihe war, die Leser glauben zu lassen, dass es sich um authentische Fälle von Roy de Vos – dem „Magier“ – handele, die in den Heften dokumentarisch berichtet würden. Dieses Konzept wurde allerdings nicht durchgehalten.
Die Hefte erschienen 2-wöchentlich. Der Preis der Hefte stieg von anfangs DM 1,60 auf DM 1,70 am Ende.
Nach 34 Heften wurde die Reihe eingestellt.

## Liste der Titel
| Nr. | Autor        | Titel                                        | Jahr |
| --- | ------------ | -------------------------------------------- | ---- |
| 01  | W. K. Giesa  | Magirons Todesshow                           | 1982 |
| 02  | W. K. Giesa  | Geister der Vergangenheit                    | 1982 |
| 03  | W. K. Giesa  | Die Spiegelmonster der Madame Rhada          | 1982 |
| 04  | W. K. Giesa  | Der Leichen-Alchimist                        | 1982 |
| 05  | W. K. Giesa  | Todeszauber im Bantu-Dorf                    | 1982 |
| 06  | W. K. Giesa  | Der Schicksalswürfel von Calicut             | 1982 |
| 07  | W. K. Giesa  | Poltergeist-Rache                            | 1982 |
| 08  | W. K. Giesa  | Mörder aus der Totenkiste                    | 1982 |
| 09  | W. K. Giesa  | Der Erbe der schwarzen Magie                 | 1983 |
| 10  | W. K. Giesa  | Rache-Engel von Cordoba                      | 1983 |
| 11  | Rolf Michael | Schreie aus dem Alptraum-Atelier             | 1983 |
| 12  | W. K. Giesa  | Ghandors Zauberkugel                         | 1983 |
| 13  | W. K. Giesa  | Traumschiff ins Grauen                       | 1983 |
| 14  | Rolf Michael | Totenacker des Wahnsinns                     | 1983 |
| 15  | W. K. Giesa  | Verschollen im Spukhaus                      | 1983 |
| 16  | Rolf Michael | Götze aus der Maya-Stadt                     | 1983 |
| 17  | W. K. Giesa  | Geisterseher von Stonehenge                  | 1983 |
| 18  | Kurt Luif    | Voodoo-Zauber im Rockpalast                  | 1983 |
| 19  | W. K. Giesa  | Angriff aus dem Jenseits                     | 1983 |
| 20  | W. K. Giesa  | Das Medium mit dem Schlangenblick            | 1983 |
| 21  | Rolf Michael | Der Mumienmacher von Memphis                 | 1983 |
| 22  | W. K. Giesa  | Wrack der Monster-Fische                     | 1983 |
| 23  | Kurt Luif    | Der Schädel von Lubaatum (1. Teil)           | 1983 |
| 24  | Kurt Luif    | Tempelstadt der Untoten (2. Teil)            | 1983 |
| 25  | W. K. Giesa  | Geister-Ufos über Nevada                     | 1983 |
| 26  | W. K. Giesa  | Carlottas Pest-Party                         | 1983 |
| 27  | W. K. Giesa  | Magirons Alptraum-Treff                      | 1983 |
| 28  | W. K. Giesa  | Gondel ins Schreckenslabyrinth (1. Teil)     | 1983 |
| 29  | W. K. Giesa  | Das Gespenst von Venedig (2. Teil)           | 1983 |
| 30  | Kurt Luif    | Würgerklaue aus dem Moor                     | 1983 |
| 31  | W. K. Giesa  | Galgenfluch                                  | 1983 |
| 32  | Uwe Anton    | Der Geister-Maharadscha von Bengal (1. Teil) | 1983 |
| 33  | Uwe Voehl    | Das sprechende Grabmal (2. Teil)             | 1983 |
| 34  | Rolf Michael | Schatten über Maiden-Castle                  | 1983 |